# 几江街道
几江街道，是中华人民共和国重庆市江津区下辖的一个乡镇级行政单位。几江街道西与德感街道相望，东与鼎山街道接壤，北与圣泉街道相望，南与先锋镇、龙华镇连接。

## 历史
周朝属巴子国。周慎靓王五年（前316年），秦灭巴，置巴郡，境域属江州县。北周明帝元年（557年），置七门郡，江阳县治从僰溪口迁于此地。隋开皇十八年（598），因县城地处长江之要津，改江阳县为江津县，县治设于此。明洪武四年（1371年），境域属于江津县。清初，境域名城厢，属中正团。清康熙三十三年（1694年），境域属一都一德镇。清宣统二年（1910年），境域为中区。
1935年推行保甲制，境域为城守镇。1950年9月，境域属城守镇。1952年10月境域属城关区。1953年城关区改为城关镇。1956年3月，城关镇人民政府更名为城关镇人民委员会。1958年人民公社化镇社合一，城关镇人民委员会与城关公社合为一体。1960年7月，成立城关人民公社管理委员会。1970年5月，改城关镇人民委员会为城关镇革命委员会。1981年6月，城关镇更名为几江镇。2001年4月，撤销几江镇人民政府，设立几江街道。2011年9月，原几江街道分设为几江街道和鼎山街道。

## 行政区划
几江街道下辖13个社区、2个村，分别是：
南门社区、四牌坊社区、通泰门社区、大什字社区、小什字社区、得胜社区、小西门社区、三五三九社区、大西门社区、城南社区、桥南社区、武城社区、西关社区、五举村、石墙村。